# Jim van der Woude
James Franck Charles Sam (Jim) van der Woude (Amsterdam, 6 maart 1948 – aldaar, 12 december 2023) was een Nederlands acteur, danser, mimespeler, regisseur, ontwerper en komiek van het absurdistisch toneel. Hij noemde zichzelf overigens liever 'speler'; een acteur voert rollen uit en een speler schept zijn eigen toneel, was zijn mening.

## Jeugd en opleiding
Van der Woude was een van de vijf kinderen binnen een arbeidersgezin. Zijn vader was smid. Hij groeide op in de Amsterdamse Indische Buurt.
Gedurende 3 a 4 jaar volgde hij diverse grafische opleidingen, maar hij werd of van school gestuurd of had last van groeipijn, die hem soms in het ziekenhuis deed belanden. Dat laatste remde ook zijn liefde voor gymnastiek enigszins af. Zin afkeer van school zorgde ervoor dat hij op jeugdige leeftijd ging werken, in een slachthuis, maar op zijn 17e stopte hij daar weer mee. Er volgde een loopbaan met talloze banen, onder andere glazenier en handelaar op het Waterlooplein. Hij leidde een zwervend bestaan en werd zelfs opgepakt vanwege landloperij in Almelo. Graficus Bert Grotjohann nam hem even onder zijn hoede en zorgde ervoor dat hij aan de Gerrit Rietveld Academie kon studeren. Zijn afkeer van school, en twijfels over de aard van het kunstenaarschap zorgden ook daar regelmatig voor (inwendige) conflicten. Hij werd ontdekt door Alex van Warmerdam, die hem vroeg voor een IJmuidens-Amsterdamse jongensclub, die zou uitgroeien tot de muziektheatergroep Hauser Orkater.

## Stijl
Al tijdens zijn Rietveldperiode ontwikkelde Van der Woude zich vooral tot theatermaker. Zijn speelstijl kenmerkte zich door een sterk gevoel voor absurdisme en een zeer fysieke uitvoering ervan. Daarin werd hij geholpen door zijn lange stakerig lichaam met scherpe trekken. Bovendien was hij fan van de bewegingstechnieken van Stan Laurel, Oliver Hardy, Harold Lloyd en, in mindere mate, Buster Keaton.
Een voor zijn stijl typerende vertoning was de 'elastiekscène' uit het succesvolle programma Zie de mannen vallen van Hauser Orkater. Van der Woude gebruikte daarin gewichten die aan zijn polsen waren gebonden. Zo sleepte hij zichzelf over het podium, verstrikt rakend in een elastiek dat zijn gezicht vervormde.

## Orkater
Hij behoorde met Rob Hauser, Dick Hauser, Eddie B. Wahr, Gerard Atema, Thijs van der Poll, Chris Bolczek, de broers Alex van Warmerdam, Marc van Warmerdam en Vincent van Warmerdam en Josée van Iersel tot de groep Hauser Orkater. De naam was een samentrekking van ORKest, theATER en de namen van twee van de oprichters. Deze groep, die een mengeling van absurd theater, bijzondere beelden en eigenzinnige popmuziek maakte, boekte binnen en buiten Nederland grote successen. Volgens Marc van Warmerdam dankte de groep zijn succes aan de popmuziek, de teksten van Alex van Warmerdam, en het fysieke spel van Van der Woude.
Na het uiteenvallen van Hauser Orkater was Van der Woude samen met Dick Hauser, Ralph Wingers, Loes Luca en Gerard Atema verbonden aan een van de opvolgers van Hauser Orkater, muziektheatergezelschap De Horde. In 1983 maakte Van der Woude zijn eerste theater-solovoorstelling Kopzeer aan de Waanzee.

## Stichting Woods
Toen De Horde in 1986 ophield te bestaan, werkte Jim van der Woude zelfstandig verder onder Stichting Woods, waar hij zijn zakelijke belangen onderbracht. Stichting Woods produceerde meerdere voorstellingen, waarin Van der Woude samenwerkingen aanging met onder anderen Han Bennink (Bukshag) en René van ’t Hof (Flossen). Ook maakte hij samen met de stichting verschillende soloprogramma’s, waaronder Plat du Jour.

## Carver
Jim van der Woude werkte ook samen met andere theatergroepen, zoals met Carver van Beppie Melissen, Leny Breederveld en René van 't Hof. In 1991 speelde deze de succesvolle voorstelling Café Lehmitz. Ook hier toonde Van der Woude zich een meester in het bewegingstheater, net als Van ’t Hof, met wie hij vaak een duo vormde.

## Films
Naast zijn theaterwerk werkte Van der Woude mee aan films en tv-producties. Hij speelde onder andere in de volgende films: Entrée Brussels (tv-film uit 1978, hoofdrol), Striptease (korte tv-film uit 1979, scenario; hoofdrol), Waarom niet (korte eindexamenfilm uit 1980, hoofdrol), De illusionist (1983, hoofdrol), De wisselwachter (1986, hoofdrol), Han de Wit (1990, hoofdrol), Death in the Seine (korte film uit 1990, hoofdrol), Prospero's Books (1991, hoofdrol), Oh Boy! (1991, hoofdrol), Colpo di Luna (1995, hoofdrol), Nacht in de stad (tv-film uit 2000, hoofdrol), Muizen (2003, hoofdrol), Morrison krijgt een zusje (2008, bijrol), No Vacancy (korte film uit 2012, hoofdrol) en Schone handen (2015, bijrol).

## Stress en overlijden
Van der Woude had  veel last van stress, iets dat alleen maar erger werd in de loop van zijn leven. Vermoedelijk is dat ook de reden dat hij abrupt stopte met zijn theaterloopbaan. In 2006 maakte hij met Carver een van zijn laatste voorstellingen. Hij trok zich onder meer terug in Enkhuizen, ver van de theaterwereld, waar hij zich weer toelegde op schilderen.
Enige tijd voor zijn overlijden kampte hij met hartproblemen, die hem uiteindelijk fataal werden. Van der Woude overleed op 75-jarige leeftijd.